# Johan Albert Schildknecht
Johan Albert Schildknecht, född 8 september 1833 i Tyska Sankta Gertruds församling, Stockholms stad,  död 16 februari 1919 i Tyska Sankta Gertruds församling, Stockholms stad, var en svensk musikförläggare. Han var far till skådespelaren Maria Schildknecht.

## Biografi
Johan Albert Schildknecht föddes 8 september 1833 i Stockholm. Schildknecht var 1850–1859 biträde i Abraham Hirschs musikhandel och öppnade 1859 tillsammans med Nathan Elkan musikhandel jämte musikförlag i Stockholm under firma Elkan & Schildknecht, som Schildknecht därefter ensam innehade från 1880. Förlaget och musikhandeln övergick 1909 genom köp till firmorna Abraham Lundquist och Abraham Hirsch. Den förra behöll ensam förlaget, då musikhandeln 1913 överläts till Emil Carelius. Bland svenska tonsättare, vars verk Schildknecht förlade, märks August Söderman och Emil Sjögren. Schildknecht avled 17 februari 1919 i Stockholm. Han är begravd på Norra begravningsplatsen utanför Stockholm.

### Familj
Schildknecht var far till skådespelaren Maria Schildknecht.